# Pheidole bluntschlii
Pheidole bluntschlii är en myrart som beskrevs av Auguste-Henri Forel 1911. Pheidole bluntschlii ingår i släktet Pheidole och familjen myror. Inga underarter finns listade i Catalogue of Life.